# Ducado de Sajonia-Jena
El Ducado de Sajonia-Jena es un antiguo ducado alemán situado en el actual estado federado de Turingia, perteneciente a los llamados Ducados Ernestinos, ya que eran gobernados por duques de la línea Ernestina de la casa sajona de los Wettin.
Sajonia-Jena había sido independiente entre 1554-1565 con el nombre de Sajonia-Coburgo-Jena, gobernado por Juan Federico III, hijo menor de Juan Federico I el Magnánimo, pero supeditado a su hermano Juan Guillermo de Sajonia-Weimar. A su muerte formó parte del Ducado de Sajonia-Weimar hasta que en 1662 los hijos de Guillermo IV de Sajonia-Weimar se repartieron sus territorios. Para los hermanos pequeños, Juan Jorge y Bernardo, se constituyeron dos pequeños ducados: Ducado de Sajonia-Marksuhl y Ducado de Sajonia-Jena, respectivamente, que abarcaban apenas los distritos de ambas ciudades.
La muerte a los 15 años de Juan Guillermo de Sajonia-Jena en 1690, único hijo de Bernardo II, termina con esta línea y el ducado retorna al de Sajonia-Weimar.

## Duques de Sajonia-Jena
- Juan Federico III (1554-1565)
- Bernardo (1662-1678)
- Juan Guillermo (1678-1690)

- Datos: Q829700